# Artem Datsyshyn
Artem Datsyshyn (Cherson, 26 gennaio 1979 – Kiev, 17 marzo 2022) è stato un ballerino ucraino.

## Biografia
Artem Datsyshyn si diplomò alla scuola di coreografia associata al Balletto di Kiev. 
Fu ballerino solista all'Opera Nazionale d'Ucraina dal 1997. Apparve nei ruoli principali di famosi balletti come Il lago dei cigni, Lo schiaccianoci, La Bayadère. Si esibì in Germania, Austria, Svezia, Italia, Francia, Spagna, Portogallo, Giappone, Cina, Libano, Canada, USA. 
Datsyshyn morì a 43 anni il 17 marzo 2022 a Kiev, vittima dei bombardamenti russi, dopo un'agonia durata venti giorni. 